# قاعدة الإنسان الأمامية
قاعدة الإنسان الأمامية هي مواقع سكنية متحكم بها تنشأ بطريقة اصطناعية في مناطق تشكل خطرا على الإنسان مثل قعر البحار أو في الفضاء أو على كوكب أخر.
لقد تناولت روايات الخيال العلمي لوجستية ومشاكل الموضوع بكثافة مما ساهم في تشجيع العلماء والحكومات العالمية على تناول الموضوع بجدية وبدء بعضهم في اتخاذ وإجراء اختبارت على نطاق صغير. من ناحية أخرى، يمكن العثور في المستقبل على كواكب شبيهة بالأرض مما سيسمح للإنسان وبيئات حيوية أخرى العيش عليها من دون الحاجة لهكذا قواعد متقدمة.

## في الخيال
القواعد الأمامية هي مواضيع شائعة في روايات الخيال العلمي وتأخذ أشكال كقيرة منها ينشئها الإنسان ليعيش عليها بمفرده أو ليتشارك بها مع كائنات أخرى أو يحصل عليها عن طريق المعارك. ويمكن أن تكون على كوكب أخر أو على سفينة فضائية كبيرة بحجم مدينة.

## الحقيقة: التقدم العلمي

### تحت البحار
لقد كان هناك العديد من المحاولات لإنشاء موطن إنساني تحت البحار كأبحاث لاكتشاف امكانية استيطان عمق المحيطات. وتستعمل ناسا محطات تحت مائية لتدريب رواد الفضاء في العيش في محطة الفضاء الدولية وليقيموا أبحاث علمية حول بنية الإنسان وتفاعلها مع محيطها وعلى بناء هياكل انشائية بحرية تماثل محطات فضائية تساعد على التدرب على التجوال الفضائي. كما يتم دراسة التأثيرات النفسية على الأشخاص الذين يعيشون حالات الانفراد لفترات طويلة مما يحضّر الإنسان للعيش على قواعد أمامية على القمر أو المريخ.

### الفضاء الخارجي

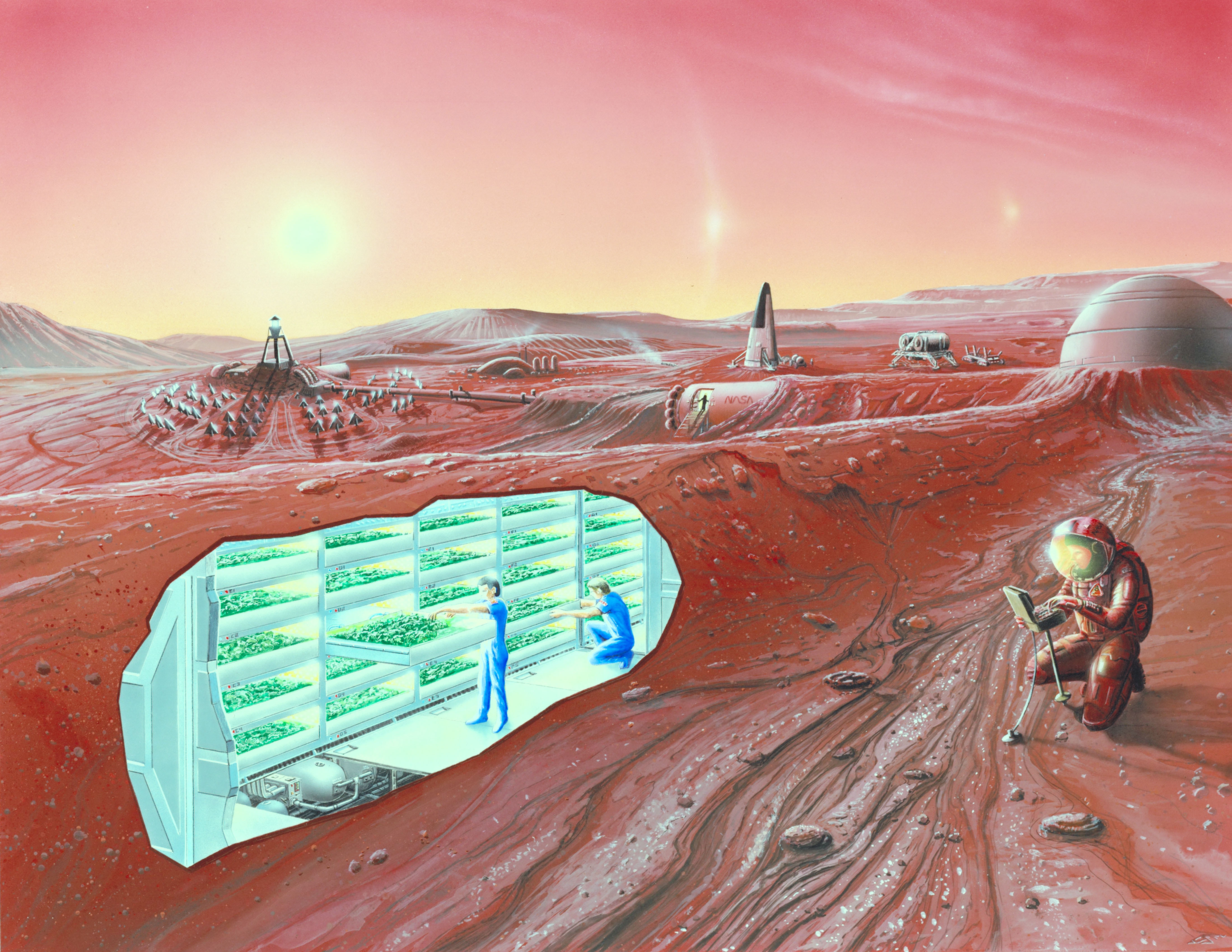
رسم فني خيالي لمستوطنة بشرية على سطح المريخ

أول مركبة تعتبر قاعدة إنسانية متقدمة فضائية هي ساليوت 1 التي انشأت لتدور في مدار منخفض حول الأرض. أما في عصرنا الحالي، هناك محطة الفضاء الدولية والتي تعتبر الوحيدة العاملة بالرغم من أن المركبة الصينية «تيانغونغ-1» تسكن بين الفينة والأخرى. هناك مخططات لإنشاء قواعد متقدمة على المريخ والقمر.

## للإستزادة
- الفضاء والنجاة
- مارس ون
- قائمة القواعد في القارة القطبية الجنوبية
- مسكن فضائي